# 班德堡區政府

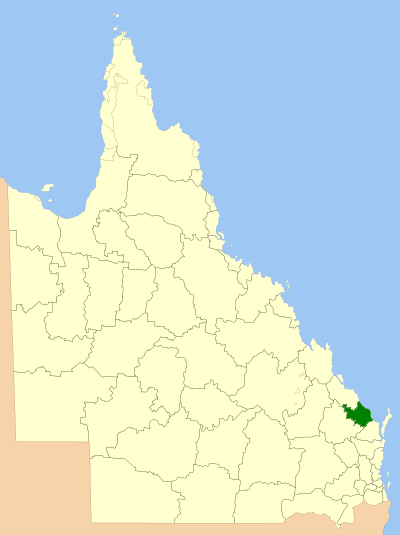
班德堡區於昆士蘭州轄境圖

班德堡區（英語：Bundaberg Region）是澳大利亞昆士蘭州內的地方政府；2008年設立於州內中部，由4個地方政府合併而成，轄境有6,451平方公里；2006年人口有86,364人；所統籌的政府預算有澳幣8900萬。

## 區議會
行政改革報告中，建議班德堡區內，應劃分選區以選舉10名議員和1位區長。

## 外部連結
- 班德堡區政府－行政改革委員會
- 政府暨地方資訊 （页面存档备份，存于）
- 資產管理資訊 （页面存档备份，存于）
- 班德堡區選舉資料 （页面存档备份，存于）